# Gudrun Corvinus
Gudrun Corvinus (geboren am 14. Dezember 1931 in Stettin, gestorben am 1. Januar 2006 in Pune, Maharashtra, Indien) war eine deutsche Geologin, Paläontologin und Prähistorikerin. Ihre wissenschaftliche Arbeit bestand in Forschungsarbeiten in Indien, Äthiopien, Namibia und Nepal. Sie gilt als Pionierin auf dem Gebiet der Paläoanthropologie in Indien und Nepal.

## Ausbildung
Gudrun Corvinus studierte an den Universitäten Bonn und Tübingen, wo sie 1961 promoviert wurde. In ihrer Doktorarbeit konzentrierte sie sich auf Ammoniten der Juraperiode in Frankreich. Ihre Hauptinteressen lagen jedoch in der Geologie, Wirbeltierpaläontologie und paläolithischer Archäologie. Während ihrer anfänglichen Arbeiten war es für sie nicht ungewöhnlich, Feldstudien nur auf sich alleine gestellt durchzuführen.

## Forschungsarbeiten

### Indien
1964 untersuchte Corvinus das Pravara-Flusssystem im Nevasa-Gebiet von Maharashtra (Übergang zwischen Alt- und Mittelpaläolithikum) in einem unabhängigen, multidisziplinären Projekt (Forschungsstipendium vom Council of Scientific and Industrial Research, Neu-Delhi). Nach einer von Hasmukh Dhirajlal Sankalia (1908–1989) vorgeschlagenen Erhebung zur Geomorphologie des gesamten Pravara-Tals stieß Corvinus auf ein Herstellungsgelände des Acheuléen in der Nähe von Chirki an der Pravara, zwei Meilen stromabwärts von Nevasa. Nach der Finanzierung durch die Wenner-Gren-Stiftung und die Deutsche Forschungsgemeinschaft entschied sich Corvinus, die Ausgrabung in den drei Winterjahreszeiten von 1967 bis 1969 durchzuführen. Dies führte zur Entdeckung der reichen, frühen Artefakt-Assemblage des Acheuléen in feinkörnigem Zusammenhang in den Rinnen des Chirki-Gebietes. Daneben fand man im Alluvium eine große Anzahl von gut erhaltenen fossilen Holzstücken und Baumstämmen.
In den Jahren 1981 und 1983 veröffentlichte Corvinus dazu zwei klassische Monographien, die Erstveröffentlichungen über die Geologie und Archäologie einer Stätte des Acheuléen auf dem indischen Subkontinent darstellen.

### Äthiopien
Gudrun Corvinus war während der frühen 1970er Jahre Mitglied der Internationalen Afar Forschungsexpedition (International Afar Research Expedition), des Teams von Paläoanthropologen, das Lucy (Australopithecus afarensis) in Hadar, Äthiopien, entdeckte.
1975/76 entdeckte sie paläolithische Stätten in Äthiopien, von denen bekannt ist, dass sie einige der ältesten der Welt sind, wodurch das rasche Fortschreiten von archäologischen Arbeiten in Äthiopien gefördert wurde. Die instabile politische Situation in Äthiopien sowie Probleme mit konkurrierenden Kollegen ließen nicht zu, dass sie ihre Forschungsarbeit fortsetzen konnte.

### Namibia
Während der 1970er Jahre führte Gudrun Corvinus eine Bestandsaufnahme für archäologische und paläontologische Materialien im Südwestteil von Namibia durch. Sie wurde eingeladen, entlang der dortigen Küstengebiete geoarchäologische Untersuchungen zu Diamanten führenden Sedimenten für die De Beers Diamond Company durchzuführen. Die Entdeckung einer reichen miozänen Fossilienquelle und zahlreicher pleistozäner Steinzeitstandorte wurde durch ihre Feldforschung in Afrika möglich gemacht.

### Nepal
Im Jahr 1985 begann Gudrun Cornivus mit der Erkundung in den Ausläufern der Siwalik Hills im westlichen Nepal. In einer Zeitspanne von zwölf Jahren (1988–2006) machte sie Entdeckungen zahlreicher paläolithischer Stätten und reicher Ansammlungen von Fauna und Flora, die vom Miozän bis ins Pleistozän reichen. In den Dun Valleys des Dang-Deokhuri-Bezirks in den Siwaliks und einem Gebiet am Rato River in Ostnepal entdeckte sie einen unerwarteten Reichtum von Siedlungsstellen aus der Altsteinzeit bis ins Neolithikum. Der Nachweis menschlicher Verwendung von Faustkeilen und menschlicher Besiedlung konnte mindestens bis ins späte Mittelpleistozän datiert werden. Als besonders bedeutend erwies sich bei ihrer Entdeckung der Siedlungsplätze des Acheuléen, dass die frühen südasiatischen Hominini bereits in der Lage waren, die weiten Überschwemmungsgebiete des Indus und Ganges zu überqueren.

## Privatleben und Tod
Corvinus war seit ihrer Jugend interessiert an Musik, fremden Kulturen und Reisen, die sie früh bis nach Indien und China führten.
Während der frühen ihrer 30 Jahre in Pune hatte Corvinus den indischen Wissenschaftler Anand Karve geheiratet; das Paar ließ sich später wieder scheiden. Nach dem Abschluss ihrer Arbeiten in Nepal kehrte Corvinus nach Indien zurück, um in Pune zu leben. Dort hatte sie Freunde und Kollegen aus früherer Zeit, und sie war bereits mit dem örtlichen Bhandarkar Oriental Research Institute durch neue Forschungsarbeiten in Verbindung.
Nachdem sie seit dem 30. Dezember 2005 nicht mehr gesehen worden war, nicht auf Telefonanrufe reagierte und bei Besuchen ihres Appartements im Koregaon Park, in dem sie allein lebte, ihre Tür verschlossen blieb, verständigten Bekannte am 7. Januar 2006 die Polizei. In der Wohnung wurde der erstochene und enthauptete Leichnam von Gudrun Corvinus entdeckt. Ihr Kopf wurde im 12 km entfernten Kharadi, einem Außenbezirk, unter einer Brücke gefunden.
Bereits nach wenigen Stunden konnte die Polizei den Immobilienmakler Iqlaque Fakir Mohammed festnehmen, der in Geschäftsverbindung mit Corvinus stand. Bei ihm wurden persönliche Gegenstände von ihr gefunden. Im Prozess wurde er des Mordes schuldig befunden und zu lebenslänglicher Gefängnishaft verurteilt. Die Staatsanwältin Neelima Vartak kam zu der Überzeugung, dass der Mord in Folge einer Weigerung von Dr. Corvinus geschah, eine Blankovollmacht auszustellen, und dass danach zusätzlich ein Eigentumsdelikt erfolgte.

## Publikationen (Auswahl)
- Beiträge zur Stratigraphie und Paläontologie des Oxford und unteren Unterkimeridge des Mont Crussol/Ardèche im Vergleich mit Süddeutschland. Dissertation Universität Tübingen 1961
- A Survey of the Pravara River System in Western Maharashtra, India, Band 1: The Stratigraphy and Geomorphology of the Pravara River System, Verlag Archaeologica Venatoria, Tübingen 1981, ISBN 3-921618-13-4
- A Survey of the Pravara River System in Western Maharashtra, India, Band 2: The Excavations of the Acheulian Site of Chirki-on-Pravara, India, Verlag Archaeologica Venatoria, Tübingen 1983, ISBN 3-921618-14-2
- The raised beaches of the West Coast of South West Africa, Namibia. An interpretation of their archaeological and palaeontological data (= Forschungen zur allgemeinen und vergleichenden Archäologie Band 5). Beck, München 1983, ISBN 3-406-30142-8
- Prehistoric Occupation Sites in Dang-Deokhuri Valleys of Western Nepal, in Man and Environment, Bd. 19, 1994, S. 73–89
- (posthum): Prehistoric Cultures in Nepal From the Early Palaeolithic to the Neolithic and the Quaternary Geology of the Dang Deokhuri Dun Valleys, Band   1 und 2, Wiesbaden, Harrassowitz Verlag, New Delhi, India (Exclusively distributed by Aryan Books International) 2007, ISBN 9783447055819